# 大谷厚郎
大谷 厚郎（おおたに あつろう、1950年8月10日 - ）は、日本の実業家。一畑電気鉄道代表取締役社長や、同社代表取締役会長、ミツワタタクシー代表取締役会長、双葉タクシー代表取締役会長、松江一畑交通取締役会長、島根県旅客自動車協会会長、島根県交通安全協会会長などを歴任。

## 人物・経歴
1973年神戸大学経済学部卒業。1980年一畑電気鉄道入社。1991年一畑電気鉄道取締役。1993年一畑電気鉄道常務取締役。1999年6月一畑電気鉄道代表取締役社長。2014年一畑電気鉄道代表取締役会長。島根県旅客自動車協会会長として、新型コロナウイルス感染症の世界的流行への対応にあたるなどしたほか、松江一畑交通取締役会長、山陰一畑クッキング代表取締役会長、平田商工会議所会頭、中国横断新幹線（伯備新幹線）整備推進会議副会長、島根経済同友会副代表幹事、日本民営鉄道協会理事、神戸大学学友会島根県支部会長、山陰インド協会顧問、島根県旅客自動車協会会長、平田自動車教習所代表取締役社長、出雲空港ターミナルビル代表取締役社長、山陰酸素工業監査役、島根県交通安全協会会長、小さな親切運動山陰本部実行委員なども歴任した。